# 子宮内胎児死亡
子宮内胎児死亡（しきゅうないたいじしぼう、英：Intrauterine Fetal Death）とは、妊娠週数に関係なく、胎児が生まれる前に母体内で死亡することを指す。
日本医療関係者の間ではのIUFDと呼ばれることもある。妊娠12週目以降にIUFDが起こると、それは死産として扱われる。

## 原因
胎児の染色体異常や形態異常、母親の膠原病や糖尿病、過期妊娠、血液型不適合妊娠などが原因になりうるといわれているが、原因がわからない例も多い。

## 母体に現れる症状
自覚症状が現れることは少ないが、母親は胎動の消失や出血、お腹の痛みなどで異変を感じ、病院に受診して発覚することも多い。

## 検査・診断方法
超音波検査（エコー）で胎児の心拍、胎動の有無などから判断する。

## 対応
週数によって対応は変わってくるが、赤ちゃんが大きくなっている場合は陣痛促進剤で陣痛を起こし、子宮から赤ちゃんが出てくるよう促す。通常の出産と同じように、経腟分娩や帝王切開で分娩するが、生まれた後に産声を上げることはない。妊娠12週目以降の分娩の場合、医師は死産証書を記入する。